# Datori
Datori est l'un des sept arrondissements de la commune de Cobly dans le département de l'Atacora au Bénin.

## Géographie
L'arrondissement de Datori est situé au nord-ouest du Bénin et compte 4 villages que sont Datori, Kadieni, Namatienou et Tokibi.

## Histoire
L'arrondissement de Datori est une subdivision administrative béninoise. Dans le cadre de la décentralisation au Bénin, il devient officiellement un arrondissement de la commune de Cobly, le 27 mai 2013, après la délibération et adoption par l'Assemblée nationale du Bénin. Ceci se déroule lors de la séance du 15 février 2013 de la loi N° 2013-O5 du 15/02/2013 portant création, organisation, attributions et fonctionnement des unités administratives locales en République du Bénin.

## Démographie
Selon le recensement de la population de 2013 conduit par l'Institut national de la statistique et de l'analyse économique (INSAE), Datori compte 13986 habitants .
| Indicateur           | 2013  |
| -------------------- | ----- |
| Nombre de ménages    | 1 941 |
| Population masculine | 6 905 |
| Population féminine  | 7 081 |
| Population totale    | 11026 |